# Szczotkogon skalny
Szczotkogon skalny (Sekeetamys calurus) – gatunek ssaka z podrodziny myszoskoczków (Gerbillinae) w obrębie rodziny myszowatych (Muridae), występujący w Afryce Północnej i na Półwyspie Arabskim.

## Zasięg występowania
Szczotkogon skalny występuje we wschodnim Egipcie nad Morzem Czerwonym (aż po Sudan), na Synaju, w południowym Izraelu i Jordanii, a także w centralnej Arabii Saudyjskiej; przypuszcza się, że jego zasięg jest ciągły od Jordanii po centralną Arabię Saudyjską.
Zasięg występowania w zależności od podgatunku: 
- S. calurus calurus – półwysep Synaj (Egipt), południowy Izrael, południowo-zachodnia Jordania i środkowa Arabia Saudyjska.
- S. calurus makrami – egipska część Pustyni Arabskiej.

## Taksonomia
Gatunek po raz pierwszy zgodnie z zasadami nazewnictwa binominalnego opisał w 1892 roku brytyjski zoolog Oldfield Thomas nadając mu nazwę Gerbillus calurus. Holotyp pochodził z obszaru w pobliżu miasta At-Tur, na półwyspie Synaj, w Egipcie. Holotyp został odłowiony co najmniej 55 lat wcześniej. Jedyny przedstawiciel rodzaju szczotkogon (Sekeetamys) który opisał w 1947 roku brytyjski teriolog John Reeves Ellerman.
S. calurus został pierwotnie umieszczony w Gerbillus, a następnie umieszczony we własnym rodzaju w oparciu o jego unikalną morfologię. Ciemniejsze osobniki z egipskiej części Pustyni Arabskiej zostały po raz pierwszy opisane jako osobny gatunek makrami, ale później zostały rozpoznany jako podgatunek. Dostępne są dane kariotypowe, ale brak innych danych genetycznych. Autorzy Illustrated Checklist of the Mammals of the World rozpoznają dwa podgatunki.

### Etymologia
- Sekeetamys: Sekhet-a-Ra (znana również jako Sekeeta), postać z powieści z 1937 roku Winged Pharaoh autorstwa Joan Grant; gr. μυς mus, μυος muos „mysz”[9].
- calurus: gr. καλος kalos „piękny”; -ουρος -ouros „-ogonowy”, od ουρα oura „ogon”[10].
- makrami: Makram[9].

## Morfologia
Długość ciała (bez ogona) 98–130 mm, długość ogona 112–164 mm, długość ucha 17–23 mm, długość tylnej stopy 28–35 mm; masa ciała 26–50 g. Jest to duża myszoskoczka wyróżniająca się ogonem pokrytym długimi (13–18 mm) włosami, które są szczególnie bujne przy jego końcu, nadając mu szczotkowaty wygląd. Gryzoń nosi ogon uniesiony i zakrzywiony. Ubarwienie jest typowe dla myszoskoczek; wierzch ciała jest żółtobrązowy, z czarnymi czubkami włosów okrywowych. Boki ciała są bledsze, z paskiem koloru od żółtego do pomarańczowego rozciągającym się do kończyn. Wewnętrzne strony nóg i brzuch są białe. Szczotkogon skalny ma duże, lekko wydłużone uszy i smukłe nogi, z których tylne są wydłużone. Sutki: 2 + 2 = 8. Kariotyp: 2n = 38, FN = 70.

## Ekologia
Jest spotykany na terenach suchych i skalistych, aż po szczyty gór na pustyni Negew, do wysokości 600 m n.p.m. Prowadzi naziemny, nocny tryb życia, żywi się roślinami i prawdopodobnie owadami. W niewoli rozmnaża się przez cały rok.

## Populacja
Gatunek ten jest naturalnie rzadki, ale zamieszkuje rozległy obszar i nie są znane zagrożenia dla jego przetrwania. Obecnie jest klasyfikowany jako gatunek najmniejszej troski.